# Рёмер, Элизабет
Элизабет Рёмер (англ. Elizabeth Roemer) — американский астроном, исследователь комет и астероидов. В период с 1964 по 1975 годы ею было обнаружено 2 астероида: (1930) Люцифер и (1983) Бок, открыла восемнадцатый спутник Юпитера Фемисто. Она была хорошо известна тем, что за свою карьеру восстановила 79 возвращающихся короткопериодических комет. Попутно, пытаясь получить согласованные данные для величин кометных ядер, за 25 лет работы собрала огромный набор фотографий комет.
В 1955 году Ремер получила докторскую степень в Калифорнийском университете в Беркли и некоторое время работала там ассистентом астронома. Она также проводила исследования в обсерватории Йеркса Чикагского университета. В 1966 году Рёмер была принята в качестве ассистента в лунно-планетарную лабораторию Аризонского университета. Через три года ее взяли на должность штатного профессора.
В её честь был назван астероид (1657) Рёмера, открытый швейцарским астрономом Паулем Вильдом.